# Kanton Villeneuve-de-Marsan
Der Kanton Villeneuve-de-Marsan war bis 2015 ein französischer Wahlkreis im Arrondissement Mont-de-Marsan, im Département Landes und in der Region Aquitanien; sein Hauptort war Villeneuve-de-Marsan, Vertreter im Generalrat des Départements war zuletzt von 2008 bis 2015 Maryvonne Florence. 
Der Kanton war 214,01 km² groß und hatte 6085 Einwohner (Stand 2012).

## Gemeinden
| Gemeinde               | Einwohner Jahr | Fläche km² | Bevölkerungsdichte | Code INSEE | Postleitzahl |
| ---------------------- | -------------- | ---------- | ------------------ | ---------- | ------------ |
| Arthez-d’Armagnac      | 116 (2013)     | –          | – Einw./km²        | 40190      | 40013        |
| Bourdalat              | 225 (2013)     | –          | – Einw./km²        | 40190      | 40052        |
| Le Frêche              | 382 (2013)     | –          | – Einw./km²        | 40190      | 40100        |
| Hontanx                | 531 (2013)     | –          | – Einw./km²        | 40190      | 40127        |
| Lacquy                 | 256 (2013)     | –          | – Einw./km²        | 40120      | 40137        |
| Montégut               | 72 (2013)      | –          | – Einw./km²        | 40190      | 40193        |
| Perquie                | 361 (2013)     | –          | – Einw./km²        | 40190      | 40221        |
| Pujo-le-Plan           | 610 (2013)     | –          | – Einw./km²        | 40190      | 40238        |
| Saint-Cricq-Villeneuve | 466 (2013)     | –          | – Einw./km²        | 40190      | 40255        |
| Sainte-Foy             | 280 (2013)     | –          | – Einw./km²        | 40190      | 40258        |
| Saint-Gein             | 437 (2013)     | –          | – Einw./km²        | 40190      | 40259        |
| Villeneuve-de-Marsan   | 2421 (2013)    | –          | – Einw./km²        | 40190      | 40331        |